# Shorea bullata
Shorea bullata (tiếng Anh thường gọi là Dark Red Meranti) là một loài thực vật thuộc họ Dipterocarpaceae. Loài này có ở Brunei và Malaysia.